# Rhipheus (Kentaur)

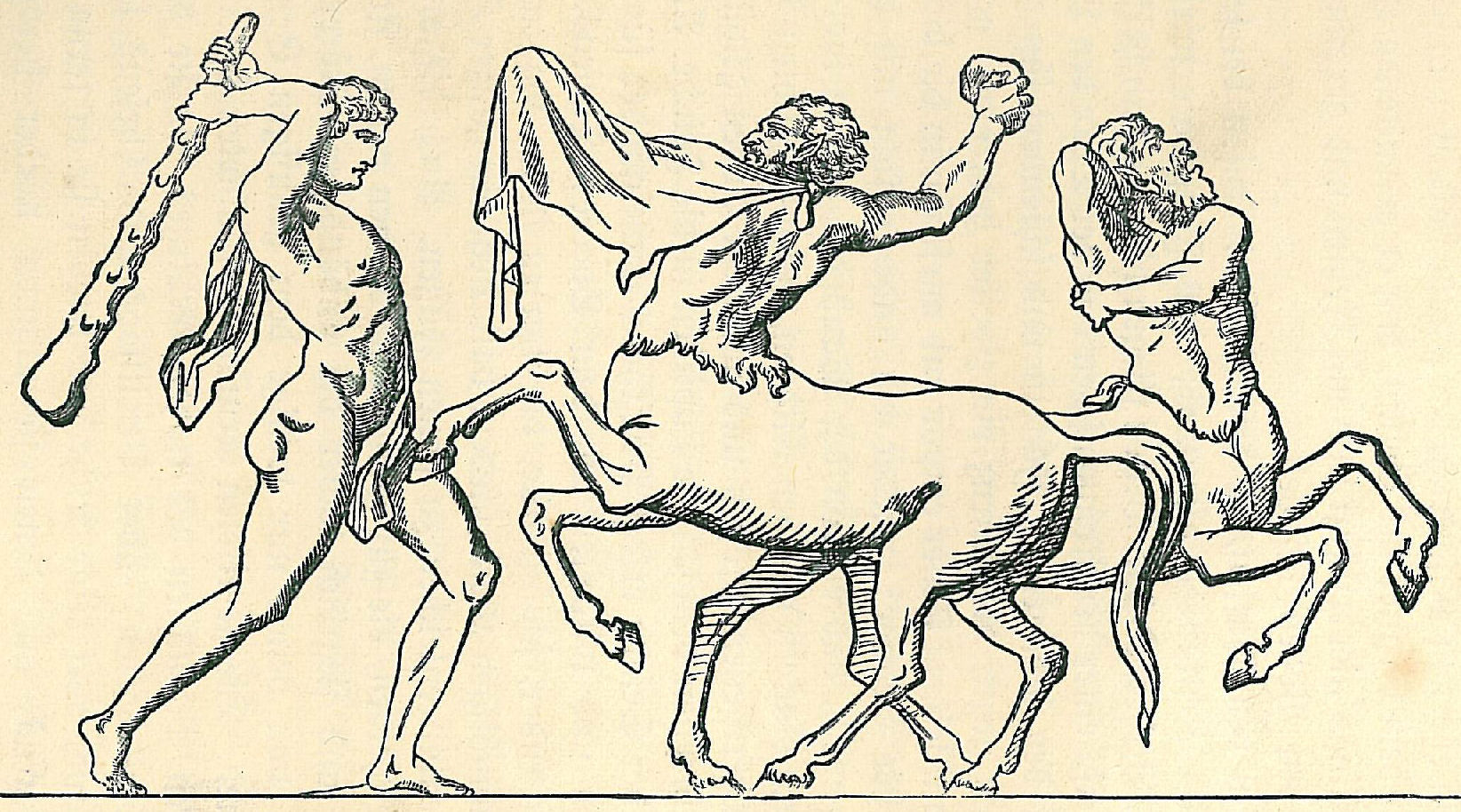
Theseus erschlägt einen Kentauren mit einem knotigen Eichenknüppel.

Rhipheus ist ein Kentaur der griechischen Mythologie. In der Kentauromachie auf der Hochzeit des Lapithen Peirithoos wird er von Theseus mit einem Eichenknüppel getötet. Einzige Quelle ist das zwölfte Buch der ovidschen Metamorphosen.

## Name
Der Name kommt vom griechischen Ῥιφεύς, Rhipheús, lateinisch und deutsch mit abweichender Betonung Rhípheus und auch ohne Spiritus Rípheus. Seine Bedeutung lässt sich ableiten vom Verb ῥίπτω, rhíptō, werfen, schleudern, und er ist der Werfer oder Schleuderer. Damit gehört er zu den Kentaurennamen, die „kriegerischen Sinn, Kampf- und Jagdlust andeuten“, passend zu ihrer unbeherrschten Art auf der Hochzeit und ihrem Kampfeinsatz in der Schlacht gegen die Lapithen, schleudern sie doch bevorzugt Felsen, Stämme und Äste auf ihre Gegner. Ovid hat den Namen „wohl aus hellenistischer Poesie“ übernommen, spätere Kentauren-Autoren wichen ihm aus.

## Mythos
Rhipheus ist einer von mehreren Kentauren, die von Theseus reihenweise mit einem Eichenknüppel (robore) niedergemacht werden.

### Text
„350 robore Nedymnum iaculatoremque Lycopen

sternit et inmissa protectum pectora barba

Hippason et summis exstantem Riphea silvis

Thereaque ...“ (Ovid, Metamorphosen 12, 350–353.)
„Dann schlägt nieder das Holz (des Theseus) den Nedymnus, den Schützen Lykotas (= Lycopen),
Hippasus, welchem die Brust von wallendem Barte bedeckt war,

Ripheus, der mit dem Leib noch über die Wipfel der Wälder

ragete, Thereus auch ...“

### Interpretation
Ovid übertreibt seine Größe, inhaltlich: Er ist größer als die Bäume, summis exstantem Riphea silvis, „der aus den hohen Wäldern herausragende Rhipheus“, figürlich: Das Hyperbaton summis ... silvis nimmt ihn (exstantem Riphea) in die Mitte und steigert sein „Herausragen“. Mit all dem setzt sich Rhipheus von der Herde ab, sein Name und seine Größe sind bemerkenswert, aber ohne Kampfeinsatz und Waffe bleibt er ein Dutzend-Kentaur unter vielen. Der eigentliche Ruhm gebührt dem Theseus, der in seiner heldenhaften Siegesserie auch einen Riesen-Kentauren mit Leichtigkeit ausschalten kann. Dass er nicht mit einer heroischen Waffe (Lanze, Schwert) kämpft, ist ungewöhnlich, tut seiner Ehre keinen Abbruch.